# Anostostomatidae
Anostostomatidae es una familia de insectos del orden de los ortópteros, ampliamente distribuida en el hemisferio sur. En algunas taxonomías les llaman Mimnermidae o Henicidae, y entre sus nombres comunes están grillos reyes en Australia y Sudáfrica, y weta en Nueva Zelanda (aunque no todos los weta están en Anostostomatidae). Entre los miembros destacados se incluyen las gambas de Parktown de Sudáfrica y el weta gigante de Nueva Zelanda. La distribución de esta familia refleja una ascendencia común antes de la fragmentación de Gondwana.

## Características generales
Los miembros de esta familia pueden ser bastante grandes: la gamba de Parktown puede superar los 6 cm y el árbol weta puede superar los 8 cm de longitud.
Algunos anostostomátidos australianos tienen alas (por ejemplo, Exogryllacris, Gryllotaurus, Transaevum), mientras que la mayoría carece de ellas (por ejemplo, Anostostoma, Hemiandrus, Hypocophoides, Penalva).
Los machos de muchas especies tienen cabezas muy modificadas, que utilizan en los conflictos entre machos.

## Dieta
Los wetas de Nueva Zelanda, como el árbol weta, son en su mayoría herbívoros que se alimentan de hojas, frutas y flores, pero también pueden hurgar en invertebrados recientemente muertos.
Los grillos rey de Australia incluyen carroñeros generalizados que consumen diversas materias muertas y en descomposición, comederos especializados (por ejemplo, Exogryllacris se alimenta de cuerpos fructíferos de hongos que crecen en árboles caídos) y depredadores de otros invertebrados. Hay un registro de un grillo rey australiano que se alimenta de arañas de la familia Atracidae.

## Comportamiento
Los Anostostomatidae son nocturnos. Generalmente se vuelven activos poco después del atardecer.
Se comunica con el sonido, tanto a través del aire como mediante ondas terrestres a través del suelo, la madera y la arena. Los adultos de ambos sexos y también las ninfas pueden producir sonido. Estos grillos escuchan el sonido utilizando el tímpano anterior u otras modificaciones en las tibias, los tarsos y quizás el protórax.
Por ejemplo, Anostostoma puede estridular frotando su abdomen contra sus patas traseras. Los lados de la base del abdomen tienen parches densos de clavijas cortas y afiladas, y hay clavijas similares en las superficies internas de los fémures posteriores. El sonido se produce cuando estas clavijas se frotan entre sí.
Anostostomatidae utiliza diversos comportamientos para defenderse de los depredadores. Muchos se esconden en madrigueras durante el día para evitar a los depredadores diurnos. Si un depredador los molesta, pueden saltar, estridular, expulsar heces con olor pútrido, morder, volar (lo que hacen los alados Exogryllacris y Gryllotaurus) o saltar al agua (lo que hacen las ninfas Transaevum, que se alimentan en las orillas de los arroyos).

## Ciclo de vida
Como otros ortópteros, Anostostomatidae pasa por las tres etapas de huevo, ninfa y adulto. Los ciclos de vida en esta familia suelen ser largos: el desarrollo de los huevos tarda hasta 18 meses, el desarrollo de las ninfas de 1 a 3 años y abarca de 7 a 10 estadios, y los adultos viven durante un año o más. Las hembras adultas pueden incubar huevos y ninfas jóvenes en cámaras aisladas.

## Taxonomía y evolución

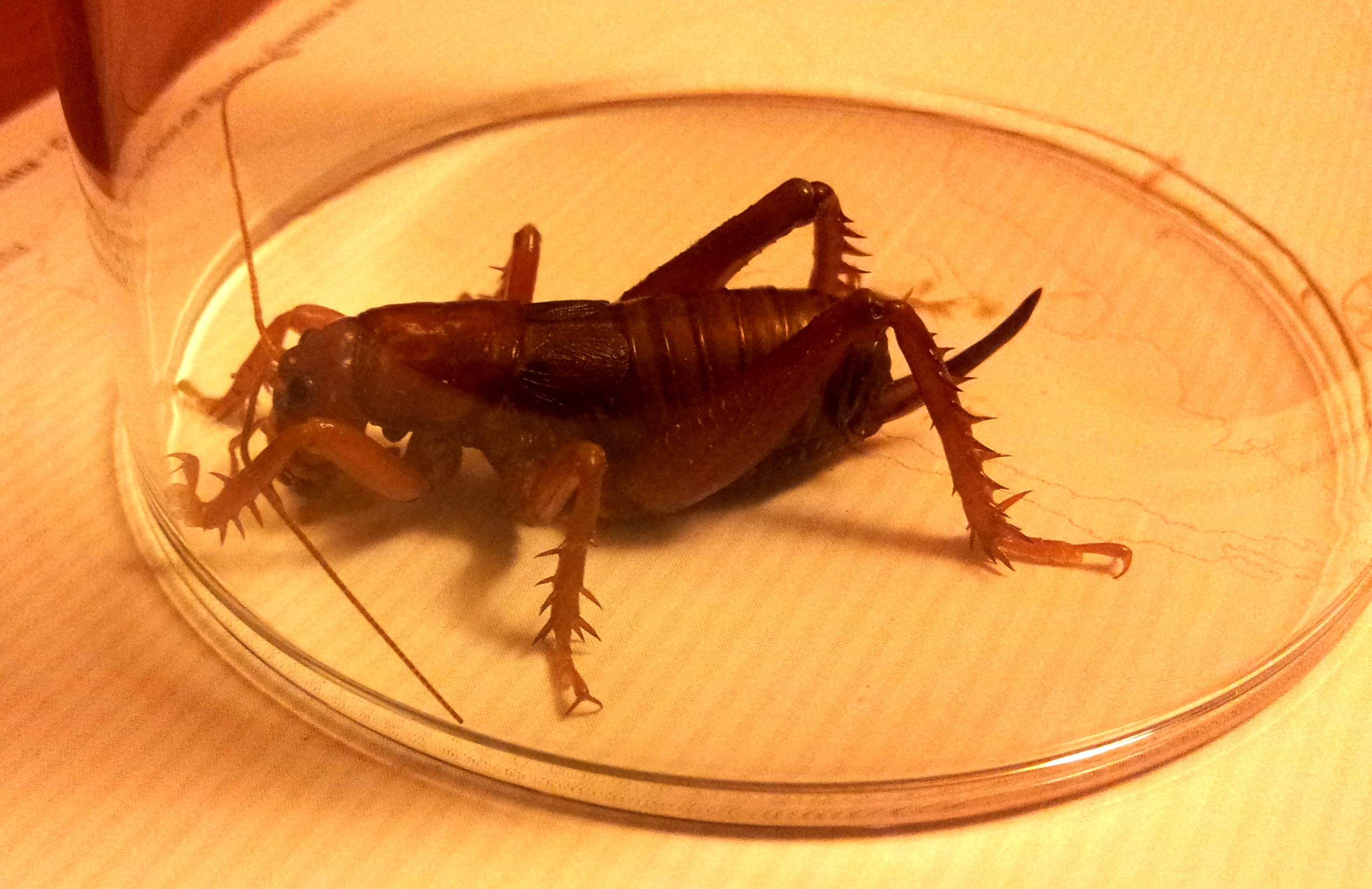
Grillo chileno, Cratomelus armatus, del género de los grillos rojos

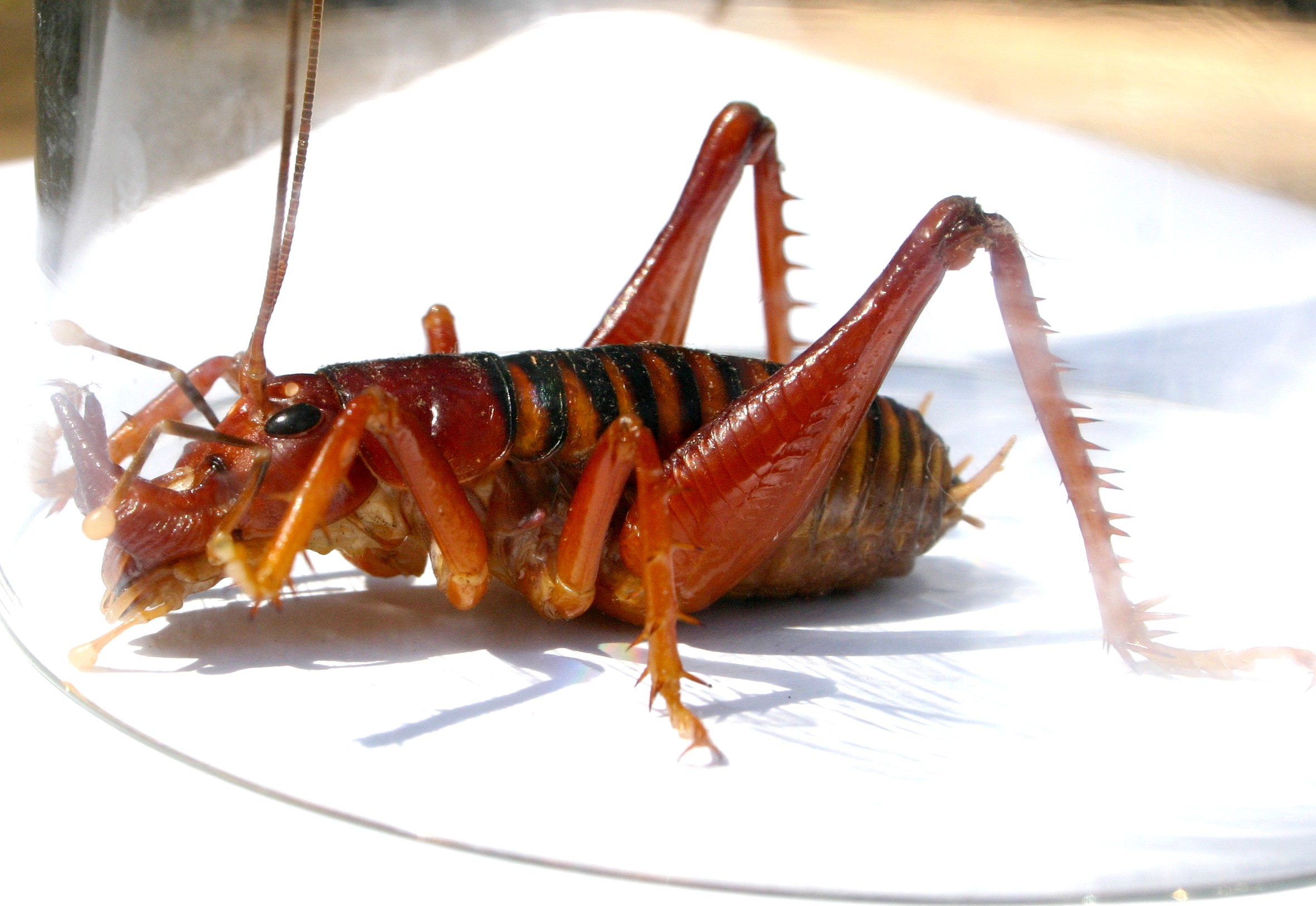
Libanasidus vittatus macho

El archivo de Orthoptera Species lista lo siguiente.

#### Anabropsinae
Autoría: Rentz & Weissman, 1973 – América, África, India, Asia de este, Australasia
- Tribu Anabropsini Rentz & Weissman, 1973
  - Anabropsis Rehn, 1901 (incluye subgéneros Paterdecolyus, Griffini, 1913, Apteranabropsis y Pteranabropsis Gorochov, 1988)
  - Exogryllacris Willemse, 1963: monotípico E. ornata Willemse, 1963 - Australia
  - Melanabropsis Wang & Liu, 2020 - China, Japón
- Tribu Brachyporini Gorochov, 2001 - África del Sur, Australia
  - Brachyporus Brunner von Wattenwyl, 1888
  - Penalva Walker, 1870

#### Anostostomatinae
Autoría: Saussure, 1859 – África (incluyendo Madagascar), Australia, Nueva Zelanda
- Anostostoma
- Apotetamenus
- Bochus
- Borborothis
- Carcinopsis
- Gryllotaurus
- Henicus Gray, 1837
- Libanasidus, grillo rey
- Motuweta, weta con colmillos
- Nasidius Stål, 1876
- Onosandridus
- Onosandrus
- Spizaphilus

#### Cratomelinae
Autoría: Brunner von Wattenwyl, 1888 – Sudamérica
- Cratomelus Blanchard, 1851

#### Deinacridinae
Autoría: Karny, 1932 – Nueva Zelanda
- Deinacrida, weta gigante
- Hemideina, weta árbol

#### Leiomelinae
Autoría: Gorochov, 2001 – Sudamérica
- Leiomelus Ander, 1936

#### Lezininae
Autoría: Karny, 1932 – Norte de África, Medio Oriente
- Lezina Walker, 1869

#### Lutosinae
Autoría: Gorochov, 1988 – América Central y del Sur, África, PNG
- Apotetamenus Brunner von Wattenwyl, 1888
- Hydrolutos Issa & Jaffe, 1999
- Libanasa Walker, 1869
- Licodia Walker, 1869
- Lutosa Walker, 1869
- Neolutosa Gorochov, 2001
- Papuaistus Griffini, 1911
- Rhumosa Hugel & Desutter-Grandcolas, 2018

#### Subfamilias no asignadas
- Tribu Glaphyrosomatini Rentz & Weissman, 1973
  - Cnemotettix Caudell, 1916
  - Glaphyrosoma Brunner von Wattenwyl, 1888
- incertae sedis
  - Aistus Brunner von Wattenwyl, 1888
  - Anisoura Ander, 1932 – monotípico weta de colmillos de Northland: A. nicobarica Ander, 1932
  - Coccinellomima Karny, 1932 – monotípico C. shelfordi Karny, 1932
  - Dolichochaeta Philippi, 1863 – monotípico D. longicornis Philippi, 1863
  - Gryllacropsis Brunner von Wattenwyl, 1888 – monotípico (India) G. magniceps (Walker, 1870)
  - Hemiandrus Ander, 1938 - weta ground
  - Hypocophoides Karny, 1930
  - Hypocophus Brunner von Wattenwyl, 1888
  - Leponosandrus Gorochov, 2001 – monotípico L. lepismoides (Walker, 1871)
  - Transaevum Johns, 1997 – monotípico T. laudatum Johns, 1997

### Grillos rey de Sudáfrica
La especie más conocida es la gamba de Parktown, que no debe confundirse con los conocidos Koringkrieke o grillos terrestres blindados, que nunca han pertenecido a la familia Anostostomatidae.
Henicus monstrosus es un anostostomátido nocturno. Los machos son inusuales en su anatomía; sus cabezas son desproporcionadamente grandes y tienen púas dirigidas hacia adelante. Tienen mandíbulas extremadamente largas y curvas que son funcionales, pero que no parecen desempeñar ningún papel en el proceso de alimentación.

### Weta de Nueva Zelanda

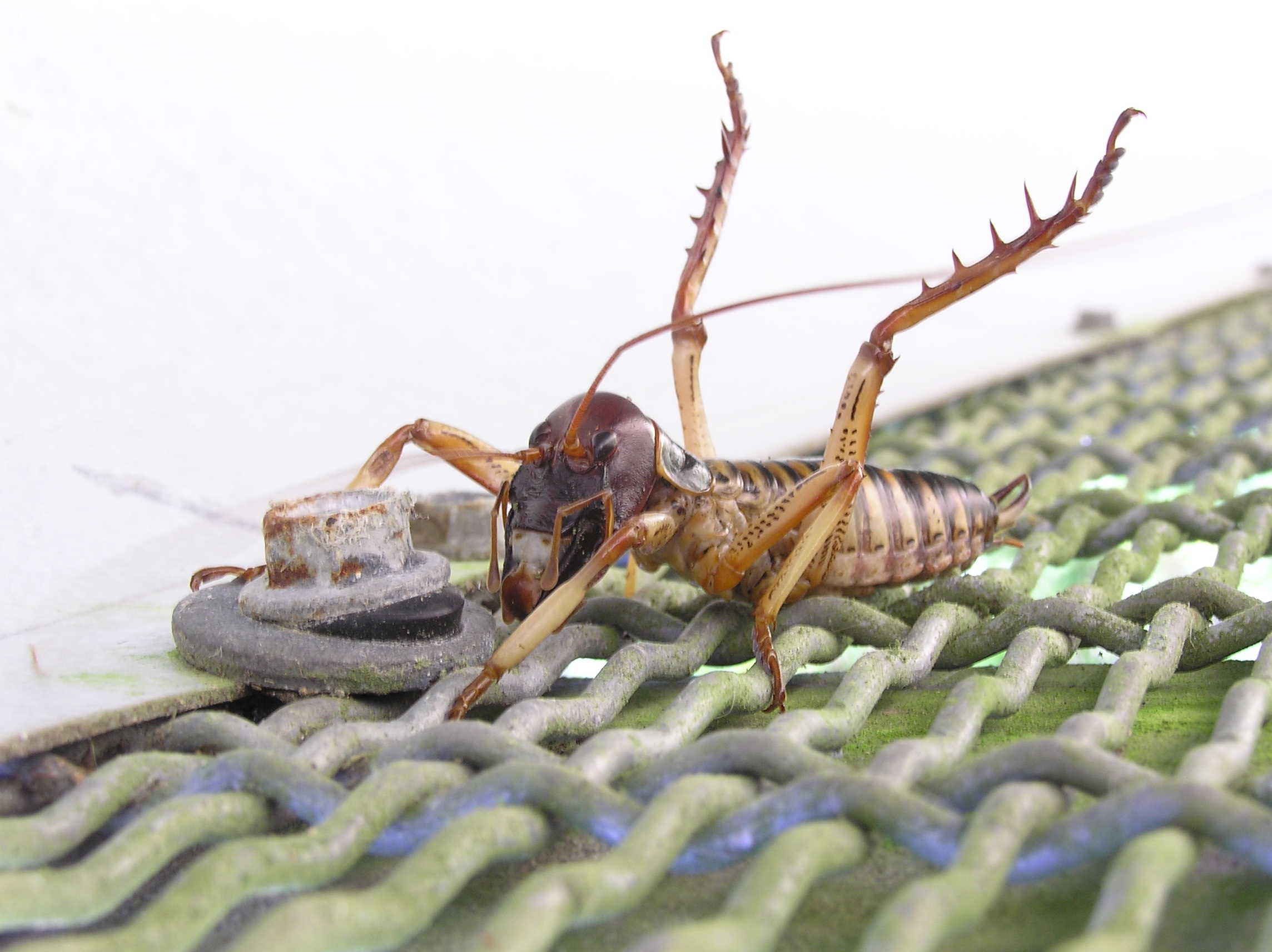
Macho defensivo de weta árbol de Wellington

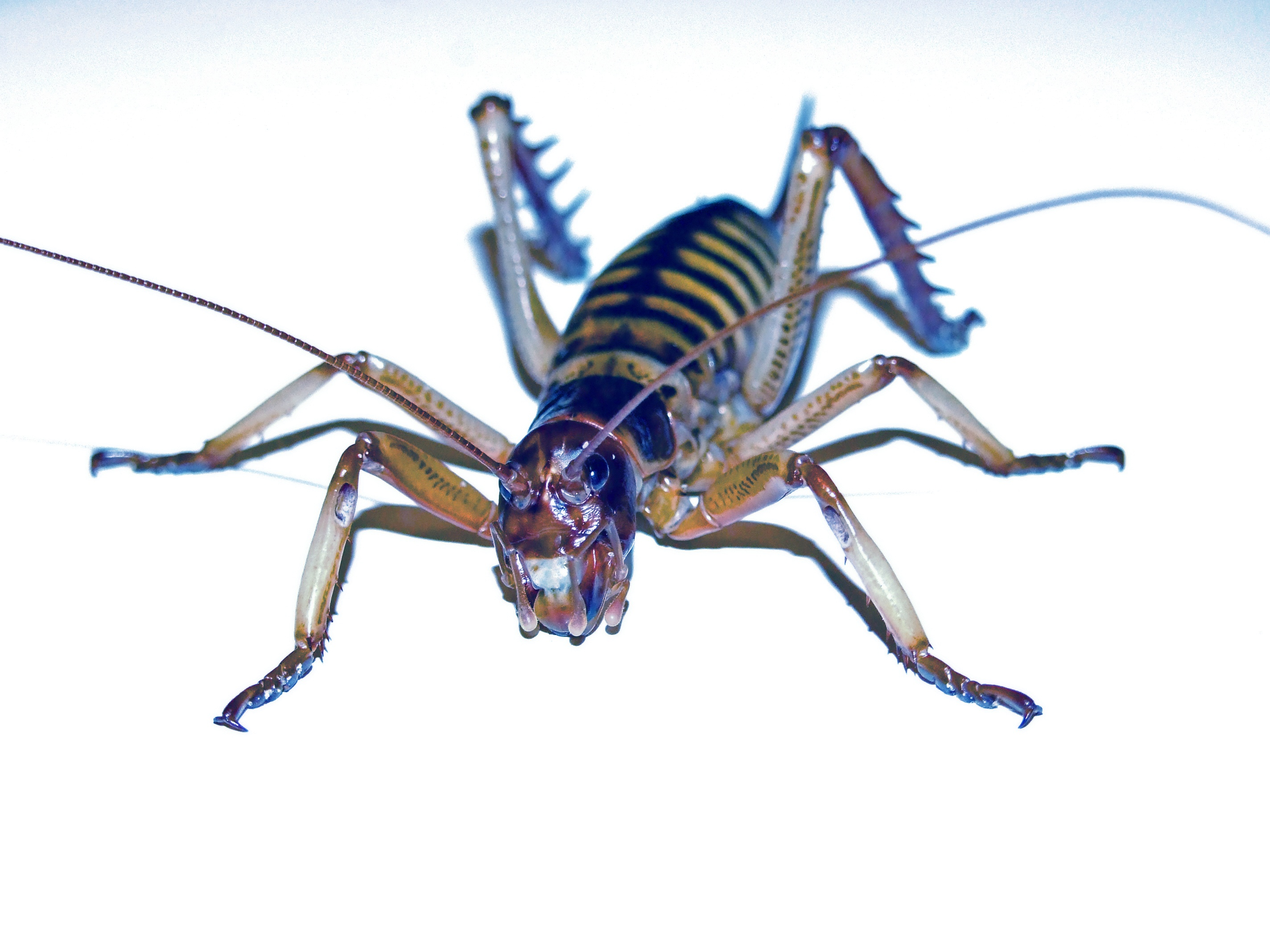
Árbol weta

La familia Anostostomatidae tiene cinco géneros de weta de Nueva Zelanda:
- Weta gigante (Deinacrida)
- Weta de suelo (Hemiandrus)
- Weta con colmillos de Northland (Anisoura)
- Árbol weta (Hemideina)
- Weta con colmillos (Motuweta)

Las especies de weta caverna pertenecen a una familia diferente, la Rhaphidophoridae.